# Chiến đấu vì độc lập tự do
Chiến đấu vì độc lập tự do là bài hát do nhạc sĩ Phạm Tuyên sáng tác vào đêm ngày 17/2/1979, khi nghe tin Chiến tranh biên giới Việt-Trung 1979 bùng nổ vào sáng ngày hôm đó. Đây là bài hát mở đầu cho dòng nhạc "biên giới phía Bắc". Ca khúc này thường được gọi bằng cái tên không chính thức là Tiếng súng đã vang trên bầu trời biên giới - câu đầu tiên trong ca từ.
Bài hát được phổ biến rất nhanh chóng. Dàn hợp xướng Đoàn ca nhạc Đài tiếng nói Việt Nam thu thanh ngày 20/2. Ngày 9/3, bài hát được đăng trên báo Nhân dân. Quân nhạc biểu diễn vào tháng 4.
Khi quan hệ ngoại giao Việt Nam-Trung Quốc được cải thiện, theo thỏa thuận giữa 2 nước, nhằm bình thường hóa hoàn toàn quan hệ, bài hát này cùng với một số bài khác không còn được lưu hành trên các phương tiện thông tin đại chúng. Theo lời kể của nhạc sĩ Phạm Tuyên, có nhà xuất bản muốn in bài hát này trong 1 tuyển tập ca khúc của thời kỳ nhưng đề nghị nhạc sĩ sửa lại một số từ trong lời bài hát. Ông không đồng ý và bài hát không được đưa vào tuyển tập.

## Cảm xúc của Phạm Tuyên khi viết bài hát này
Nhạc sỹ Phạm Tuyên viết nên bài hát này trong không khí chiến tranh biên giới Việt - Trung nổ ra. Vào ngày 17/02/1979, với tâm trạng là người đã viết bài hát "Như có Bác trong ngày đại thắng" và sau khi nghe lời kêu gọi Tổng động viên của Chủ tịch nước Tôn Đức Thắng, ông đã sáng tác ra bài hát "Chiến đấu vì độc lập tự do" trong đêm ấy - một đêm không ngủ được.
Bài hát là tình cảm của chính ông đối với quê hương đất nước. Khi ông viết bài hát này, ông nghĩ mình đã thoát khỏi không khí chiến tranh nhưng bây giờ lại bắt đầu một cuộc chiến tranh mới căng thẳng hơn. Sau này, khi ông lên các tỉnh phía Bắc thì ông mới biết là chúng ta thiệt hại hàng vạn người. Quân đội lúc đầu chỉ làm một dàn hợp xướng nhỏ nhưng sau này làm lớn hơn. Bài hát này được phát trên sóng truyền hình Việt Nam, sau khi nghe, bạn của một chiến sĩ đã gọi cho ông và nói rằng sau khi nghe bài hát này thì chỉ muốn ôm súng tiến ra biên giới phía Bắc bảo vệ Tổ quốc, ông rất cảm động vì điều đó.

## Lời ca khúc:
Tiếng súng đã vang trên bầu trời biên giới
Gọi toàn dân ta vào cuộc chiến đấu mới.
Quân xâm lược bành trướng dã man
Đã giày xéo mảnh đất tiền phương.
Lửa đã cháy và máu đã đổ, trên khắp dải biên cương.
Đất nước của ngàn chiến công,
Vẫn sục sôi khí thế hào hùng
Những Chi Lăng, Bạch Đằng, Đống Đa...
Đang gọi tiếp thêm những bản hùng ca!
Việt Nam! Ôi nước Việt yêu thương!
Lịch sử đã trao cho người một sứ mạng thiêng liêng
Mang trên mình còn lắm vết thương.
Người vẫn hiên ngang ra chiến trường.
Vì một lẽ sống cao đẹp cho mọi người
Độc lập - Tự do!